# Eric Akogyiram
Eric Akogyiram (ur. 25 czerwca 1969) – ghański lekkoatleta, sprinter, dwukrotny uczestnik igrzysk olimpijskich.
Zdobył srebrny medal w biegu na 100 metrów na igrzyskach afrykańskich w 1987 w Nairobi, przegrywając tylko z Chidim Imohem z Nigerii, a wyprzedzając Charlesa-Louisa Secka z Senegalu. Odpadł w półfinałach biegu na 100 metrów i sztafety 4 × 100 metrów na mistrzostwach świata w 1987 w Rzymie. Na igrzyskach olimpijskich w 1988 w Seulu wystąpił tylko w biegu sztafetowym 4 × 100 metrów, odpadając w półfinale.
Odpadł w półfinale biegu na 60 metrów na halowych mistrzostwach świata w 1991 w Sewilli. Na mistrzostwach świata w 1991 w Tokio odpadł w eliminacjach sztafety 4 × 100 metrów.
Na igrzyskach olimpijskich w 1992 w Barcelonie odpadł w ćwierćfinale biegu na 100  metrów i w półfinale sztafety 4 × 100 metrów.
Był mistrzem Ghany w biegu na 100 metrów w 1990.

## Rekordy życiowe
- bieg na 100 metrów – 10,23 s (27 kwietnia 1990, Provo)
- bieg na 200 metrów – 20,76 s (24 maja 1990, Provo)[7]